# Премия Веблена по геометрии
Премия Веблена по геометрии — премия, присуждаемая Американскими математическим обществом за исследования в области геометрии и топологии. Учреждена в 1961 году в честь математика Освальда Веблена. Размер премии составляет 5000 долларов, номинант должен быть членом Американского математического общества или опубликовать свою работу в одном из ведущих американских журналов.

## Список лауреатов
- 1964: Христос Папакирьякопулос
- 1964: Рауль Ботт
- 1966: Стивен Смэйл
- 1966: Мортон Браун[англ.], Барри Мазур
- 1971: Робион Кёрби
- 1971: Деннис Салливан
- 1976: Уильям Тёрстон
- 1976: Джеймс Харрис Саймонс
- 1981: Михаил Леонидович Громов
- 1981: Шинтан Яу
- 1986: Майкл Фридман
- 1991: Эндрю Кассон[англ.], Клиффорд Таубес
- 1996: Ричард Гамильтон, Тянь Ган
- 2001: Джефф Чигер[англ.], Яков Матвеевич Элиашберг, Майкл Джероми Хопкинс[англ.]
- 2004: Дэвид Габаи[англ.]
- 2007: Питер Кронхаймер[англ.], Томаш Мровка[англ.], Питер Оцсват[англ.], Золтан Сабо
- 2010: Тобиас Колдинг[англ.], Уильям Миникоцци[англ.], Пол Зейдель[англ.]
- 2013: Ян Агол и Дэниел Вайз[англ.]
- 2016: Фернандо Кода-Маркес[англ.] и Андре Невес[англ.]
- 2019: Xiuxiong Chen[англ.], Саймон Дональдсон и Song Sun[англ.]
- 2022: Michael A. Hill[англ.], Michael J. Hopkins[англ.], Douglas Ravenel[англ.]
- 2025: Soheyla Feyzbakhsh[англ.], Richard Thomas[англ.]

## Источник
- Oswald Veblen Prize in Geometry Архивная копия от 8 апреля 2019 на Wayback Machine, American Mathematical Society.